# Tommy Lee Jones
Tommy Lee Jones (San Saba, 15 settembre 1946) è un attore e regista statunitense.
Ha vinto il premio Oscar come miglior attore non protagonista nel 1994 per la sua interpretazione nel film Il fuggitivo ed è inoltre vincitore di un Golden Globe, due Screen Actors Guild Awards, un Emmy e un Prix d'interprétation masculine al Festival di Cannes. La sua fama è dovuta principalmente alla sua partecipazione alla serie di film Men in Black dove interpreta l'Agente K e alle sue interpretazioni in JFK - Un caso ancora aperto, Assassini nati - Natural Born Killers, The Missing,
Batman Forever, Non è un paese per vecchi, Nella valle di Elah, Lincoln e Jason Bourne.

## Biografia

### Inizi

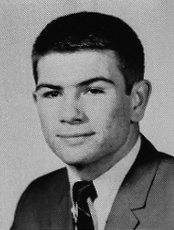
Tommy Lee Jones nel 1964

Nato in una cittadina del Texas, è figlio di un operaio, Clyde C. Jones (1926-1986), e di una poliziotta, Lucille Marie Scott (1928-2013). Ha un'infanzia difficile per via dei continui litigi dei genitori che in seguito divorziano e per la morte del fratello, più giovane di 3 anni, avvenuta quando era ancora piccolo. Da ragazzo è un ottimo giocatore di football americano e questa passione gli fa ottenere una borsa di studio alla St. Mark's School di Dallas. È qui che inizia a recitare per la prima volta nelle rappresentazioni studentesche.
Sempre grazie al football ottiene una borsa di studio per Harvard (dove è compagno di stanza di Al Gore) e prende parte alla famosa partita Harvard-Yale che finirà 29 a 29, conosciuta come "il pareggio" (in seguito parlerà di quella partita come del suo miglior film). Si laurea con lode in letteratura inglese ma sfuma il suo sogno di diventare un giocatore professionista quando viene scartato per la sua costituzione troppo gracile.
Si trasferisce a New York dove ottiene una parte a Broadway e in vari lavori televisivi. Nel cinema è il compagno di stanza di Ryan O'Neal in Love Story. Nel 1975 si trasferisce a Los Angeles e l'anno successivo appare nella serie pilota di Charlie's Angels e nel film Eccesso di difesa.

### Successo

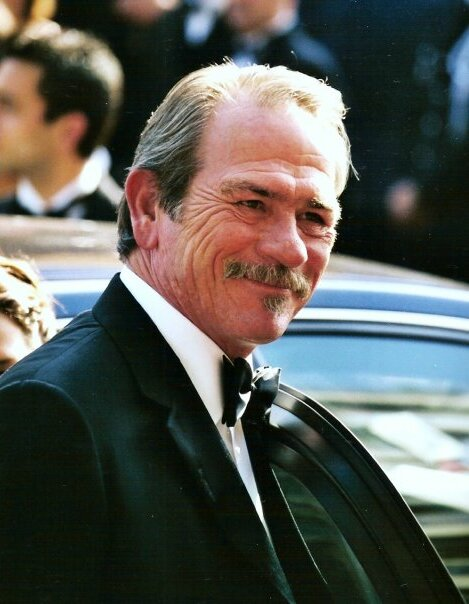
Tommy Lee Jones al Festival di Cannes 2005

In America comincia a godere di una certa popolarità nel 1971, quando viene scelto per interpretare la parte del dottor Mark Toland nella soap opera Una vita da vivere; resterà nel cast della soap fino al 1979.
Per quindici anni alterna produzioni televisive e cinematografiche, ma la sua grande occasione arriva nel 1991 con JFK - Un caso ancora aperto di Oliver Stone, in cui interpreta Clay Shaw; questa interpretazione gli valse la candidatura all'Oscar come miglior attore non protagonista, ma viene battuto da Jack Palance. Si rifarà due anni dopo, quando riuscirà ad ottenere l'ambita statuetta come migliore attore non protagonista ne Il fuggitivo di Andrew Davis, riuscendo a battere eccellenti interpretazioni come quella di Ralph Fiennes per Schindler's List - La lista di Schindler, Pete Postlethwaite per Nel nome del padre, John Malkovich per Nel centro del mirino e Leonardo DiCaprio per Buon compleanno Mr. Grape.
Dopo questo momento partecipa sempre a grandi produzioni come Il cliente e Batman Forever (dove interpreta il cattivo Due Facce), a cui seguono nel 1997 Men in Black e nel 1998 anche il sequel de Il fuggitivo, ovvero U.S. Marshals - Caccia senza tregua, dove stavolta divide lo schermo non più con Harrison Ford bensì con Wesley Snipes. Poi nel 2000 è in Space Cowboys di Clint Eastwood, film presentato al Festival del Cinema di Venezia.
Nel 2005 ha diretto, prodotto ed interpretato il film Le tre sepolture. con cui ha vinto al Festival di Cannes il Prix d'interprétation masculine. Nel 2007 ha partecipato a due film: Nella valle di Elah di Paul Haggis e Non è un paese per vecchi dei fratelli Coen che gli fanno ottenere la sua terza candidatura agli Oscar, per la prima volta come miglior attore protagonista, risultando però battuto da Daniel Day-Lewis in Il petroliere.
Nel 2008 ha ricoperto il ruolo di protagonista nel film L'occhio del ciclone - In the Electric Mist, diretto da Bertrand Tavernier, recitando accanto a John Goodman. Nel 2011 è il colonnello Chester Phillips nel blockbuster Captain America - Il primo Vendicatore, mentre nel 2012 recita in tre film: Men in Black 3, Il matrimonio che vorrei e Lincoln, nel ruolo di Thaddeus Stevens, interpretazione che gli vale una candidatura agli Oscar 2013 nella categoria Oscar al miglior attore non protagonista; nello stesso anno recita al fianco di Robert De Niro e Michelle Pfeiffer in Cose nostre - Malavita diretto da Luc Besson.

## Vita privata
È stato sposato tre volte. Il primo matrimonio fu con l'attrice Katherine Lardner (1971-1978), il secondo con la fotografa Kimberlea Cloughley (1981-1996) da cui ha avuto due figli, nati nel 1982 e nel 1991; ha avuto un terzo figlio dalla fotografa Dawn Laurel, sposata nel 2001. È un grande tifoso dei San Antonio Spurs, squadra NBA di cui va spesso a vedere le partite. Dal 2006 è testimonal del caffè Boss prodotto dalla Suntory.

## Influenza culturale
Tommy Lee Jones ha ispirato due autori di fumetti: Mike Deodato usa il volto dell'attore per rappresentare Norman Osborn, e J. G. Jones lo usa per il personaggio del Killer in Wanted.

## Filmografia

### Attore

#### Cinema
- Love Story, regia di Arthur Hiller (1970)
- Life Study, regia di Michael Nebbia (1973)
- Eliza's Horoscope, regia di Gordon Sheppard (1975)
- Eccesso di difesa (Jackson County Jail), regia di Michael Miller (1976)
- Rolling Thunder, regia di John Flynn (1977)
- Betsy (The Betsy), regia di Daniel Petrie (1978)
- Occhi di Laura Mars (Eyes of Laura Mars), regia di Irvin Kershner (1978)
- La ragazza di Nashville (Coal Miner's Daughter), regia di Michael Apted (1980)
- Back Roads, regia di Martin Ritt (1981)
- Savage Islands, regia di Ferdinand Fairfax (1983)
- Topo di fiume (The River Rat), regia di Tom Rickmann (1984)
- Il giorno della luna nera (Black Moon Rising), regia di Harley Cokeliss (1986)
- Braccio vincente (The Big Town), regia di Ben Bolt (1987)
- Stormy Monday, regia di Mike Figgis (1988)
- Uccidete la colomba bianca (The Package), regia di Andrew Davis (1989)
- Apache - Pioggia di fuoco (Fire Birds), regia di David Green (1990)
- JFK - Un caso ancora aperto (JFK), regia di Oliver Stone (1991)
- Trappola in alto mare (Under Siege), regia di Andrew Davis (1992)
- La voce del silenzio (House of Cards), regia di Michael Lessac (1993)
- Il fuggitivo (The Fugitive), regia di Andrew Davis (1993)
- Tra cielo e terra (Heaven & Earth), regia di Oliver Stone (1993)
- Blown Away - Follia esplosiva (Blown Away), regia di Stephen Hopkins (1994)
- Il cliente (The Client), regia di Joel Schumacher (1994)
- Assassini nati - Natural Born Killers (Natural Born Killers), regia di Oliver Stone (1994)
- Blue Sky, regia di Tony Richardson (1994)
- Cobb, regia di Ron Shelton (1994)
- Batman Forever, regia di Joel Schumacher (1995)
- Vulcano - Los Angeles 1997 (Volcano), regia di Mick Jackson (1997)
- Men in Black, regia di Barry Sonnenfeld (1997)
- U.S. Marshals - Caccia senza tregua (U.S. Marshals), regia di Stuart Baird (1998)
- Colpevole d'innocenza (Double Jeopardy), regia di Bruce Beresford (1999)
- Regole d'onore (Rules of Engagement), regia di William Friedkin (2000)
- Space Cowboys, regia di Clint Eastwood (2000)
- Men in Black II, regia di Barry Sonnenfeld (2002)
- The Hunted - La preda (The Hunted), regia di William Friedkin (2003)
- The Missing, regia di Ron Howard (2003)
- L'uomo di casa (Man of the House), regia di Stephen Herek (2005)
- Le tre sepolture (The Three Burials of Melquiades Estrada), regia di Tommy Lee Jones (2005)
- Radio America (A Prairie Home Companion), regia di Robert Altman (2006)
- Non è un paese per vecchi (No Country for Old Men), regia di Joel ed Ethan Coen (2007)
- Nella valle di Elah (In the Valley of Elah), regia di Paul Haggis (2007)
- L'occhio del ciclone - In the Electric Mist (In the Electric Mist), regia di Bertrand Tavernier (2009)
- The Company Men, regia di John Wells (2010)
- Captain America - Il primo Vendicatore (Captain America: The First Avenger), regia di Joe Johnston (2011)
- Men in Black 3, regia di Barry Sonnenfeld (2012)
- Il matrimonio che vorrei (Hope Springs), regia di David Frankel (2012)
- Emperor, regia di Peter Webber (2012)
- Lincoln, regia di Steven Spielberg (2012)
- Cose nostre - Malavita (The Family), regia di Luc Besson (2013)
- The Homesman, regia di Tommy Lee Jones (2014)
- Criminal, regia di Ariel Vromen (2016)
- Jason Bourne, regia di Paul Greengrass (2016)
- Mechanic: Resurrection, regia di Dennis Gansel (2016)
- È solo l'inizio (Just Getting Started), regia di Ron Shelton (2017)
- Attacco alla verità - Shock and Awe (Shock and Awe), regia di Rob Reiner (2017)
- Ad Astra, regia di James Gray (2019)
- C'era una truffa a Hollywood (The Comeback Trail), regia di George Gallo (2020)
- Wander - Inganno mortale (Wander), regia di April Mullen (2020)
- Finestkind, regia di Brian Helgeland (2023)
- The Burial - Il caso O'Keefe (The Burial), regia di Maggie Betts (2023)

#### Televisione
- Una vita da vivere (One Life to Live) – serie TV (1971-1979)
- Barnaby Jones – serie TV, episodio 4x09 (1975)
- Baretta – serie TV, episodio 2x19 (1976)
- Charlie's Angels – serie TV, episodio 1x00 (1976)
- In casa Lawrence (Family) – serie TV, episodio 2x04 (1976)
- Smash-Up on Interstate 5, regia di John Llewellyn Moxey – film TV (1976)
- Howard Hughes (The Amazing Howard Hughes), regia di William A. Graham – miniserie TV (1977)
- Barn Burning, regia di Peter Werner – cortometraggio TV (1980)
- L'esecuzione (The Executioner's Song), regia di Lawrence Schiller – miniserie TV (1982)
- The Rainmaker, regia di John Frankenheimer – film TV (1982)
- La gatta sul tetto che scotta (Cat on a Hot Tin Roof), regia di Jack Hofsiss – film TV (1984)
- Rivolta a Central Park (The Park Is Mine), regia di Steven Hilliard Stern – film TV (1986)
- L'ultima spia (The Secret), regia di Mick Jackson – film TV (1986)
- Yuri Nosenko, KGB, regia di Mick Jackson – film TV (1986)
- Broken Vows, regia di Jud Taylor – film TV (1987)
- Stranger on My Land, regia di Larry Elikann – film TV (1988)
- April Morning, regia di Delbert Mann – film TV (1988)
- I gioielli del fantasma (Gotham), regia di Lloyd Fonvielle – film TV (1988)
- Colomba solitaria (Lonesome Dove), regia di Simon Wincer – miniserie TV (1989)
- The Good Old Boys, regia di Tommy Lee Jones – film TV (1995)
- Sunset Limited (The Sunset Limited), regia di Tommy Lee Jones – film TV (2011)

### Doppiatore
- Small Soldiers, regia di Joe Dante (1998)

### Regista
- The Good Old Boys - film TV (1995)
- Le tre sepolture (The Three Burials of Melquiades Estrada) (2005)
- Sunset Limited – film TV (2011)
- The Homesman (2014)

### Sceneggiatore
- The Good Old Boys, regia di Tommy Lee Jones – film TV (1995)
- The Homesman, regia di Tommy Lee Jones (2014)

### Produttore
- L'uomo di casa (Man of House), regia di Stephen Herek (2004)
- Le tre sepolture (The Three Burials of Melquiades Estrada), regia di Tommy Lee Jones (2005)
- The Homesman, regia di Tommy Lee Jones (2014)

## Riconoscimenti
- Premio Oscar
  - 1992 - Candidatura al miglior attore non protagonista per JFK - Un caso ancora aperto
  - 1994 - Miglior attore non protagonista per Il fuggitivo
  - 2008 - Candidatura al miglior attore protagonista per Nella valle di Elah
  - 2013 - Candidatura al miglior attore non protagonista per Lincoln

- Golden Globe
  - 1981 - Candidatura miglior attore in un film commedia o musicale per La ragazza di Nashville
  - 1990 - Candidatura miglior attore non protagonista in una serie per Colomba solitaria
  - 1994 - Miglior attore non protagonista per Il fuggitivo
  - 2013 - Candidatura miglior attore non protagonista per Lincoln

- BAFTA
  - 1993 - Candidatura miglior attore non protagonista per JFK - Un caso ancora aperto
  - 1994 - Candidatura miglior attore non protagonista per Il fuggitivo
  - 2008 - Candidatura miglior attore non protagonista per Non è un paese per vecchi
  - 2013 - Candidatura miglior attore non protagonista per Lincoln

- Screen Actors Guild Award
  - 2008 - Candidatura miglior attore non protagonista per Non è un paese per vecchi
  - 2008 - Miglior cast per Non è un paese per vecchi
  - 2013 - Miglior attore non protagonista per Lincoln
  - 2013 - Candidatura miglior cast per Lincoln

- Festival di Cannes
  - 2005 - Prix d'interprétation masculine per Le tre sepolture

- Satellite Award
  - 2005 - Candidatura miglior attore in un film drammatico per Le tre sepolture
  - 2007 - Candidatura miglior attore in un film drammatico per Nella valle di Elah

- Primetime Emmy Awards
  - 1983 - Migliore attore protagonista in una miniserie o film per La ballata della sedia elettrica

## Doppiatori italiani
Nelle versioni in italiano delle opere in cui ha recitato, Tommy Lee Jones è stato doppiato da:
- Dario Penne in Uccidete la colomba bianca, Trappola in alto mare, Il fuggitivo, Tra cielo e terra, Il cliente, Blue Sky, Men in Black, U.S. Marshals - Caccia senza tregua, Colpevole d'innocenza, Regole d'onore, Men in Black II, The Hunted - La preda, The Missing, Occhi di Laura Mars (ridoppiaggio), Le tre sepolture, Sunset Limited, Men in Black 3, Il matrimonio che vorrei, Cose nostre - Malavita, The Homesman, Criminal, Jason Bourne, Mechanic: Resurrection, Attacco alla verità - Shock and Awe
- Renzo Stacchi in Apache - Pioggia di fuoco, Blown Away - Follia esplosiva, Assassini nati - Natural Born Killers, Cobb, Batman Forever, Space Cowboys, Emperor
- Rodolfo Bianchi in Nella valle di Elah, L'occhio del ciclone - In the Electric Mist, The Company Men, È solo l'inizio, C'era una truffa a Hollywood, Finestkind
- Saverio Moriones in Rivolta a Central Park, Non è un paese per vecchi, Captain America - Il primo Vendicatore
- Antonio Colonnello in Rolling Thunder, La ragazza di Nashville
- Oreste Rizzini ne La voce del silenzio, Radio America
- Carlo Valli in Ad Astra, Wander - Inganno mortale
- Luciano De Ambrosis in L'esecuzione, Colomba solitaria
- Luciano Melani in Occhi di Laura Mars
- Marco Mori in Topo di fiume
- Adalberto Maria Merli ne Il giorno della luna nera
- Michele Kalamera in The Secret - L'ultima spia
- Dario De Grassi in Braccio vincente
- Claudio De Davide in Broken Vows
- Paolo Buglioni in Stormy Monday
- Carlo Bonomi ne I gioielli del fantasma
- Sandro Sardone in JFK - Un caso ancora aperto
- Massimo Corvo in Vulcano - Los Angeles 1997
- Angelo Nicotra in L'uomo di casa
- Stefano De Sando in Lincoln
- Michele Gammino in The Burial - Il caso O'Keefe

Da doppiatore è sostituito da:
- Rodolfo Bianchi in Small Soldiers